# Estación de Réaumur - Sébastopol
Réaumur - Sébastopol es una estación de las líneas 3 y 4 del metro de París situada en el límite de los distritos II y III.

## Historia
La estación fue inaugurada el 19 de noviembre de 1904 con el nombre de Rue Saint-Denis tras la llegada de la línea 3. El 21 de abril de 1908, la llegada de la línea 4 supuso un cambio de su denominación que la llevó a adoptar su nombre actual. 
Situada en el punto en el que se cruzan la calle Réaumur y el bulevar de Sebastopol debe su nombre al físico francés René Antoine Ferchault de Réaumur y a la ciudad de Sebastopol tomada por tropas franco-británicas tras un largo sitio durante la Guerra de Crimea.

## Descripción

### Estación de la línea 3
Se compone de dos andenes laterales de 75 metros de longitud y de dos vías. 
Está diseñada en bóveda elíptica revestida completamente de los clásicos azulejos blancos biselados del metro parisino. Antaño, dichos azulejos estaban tapados con grandes molduras y paneles metálicos siguiendo el estilo carrossage, sin embargo han sido casi todos retirados y sólo permanece una gran moldura horizontal azul en cada uno de los dos andenes.
La iluminación corre a cargo del anticuado modelo néons, donde unos sencillos tubo fluorescente prácticamente pegados a la bóveda iluminan los andenes.
La señalización, sobre paneles metálicos de color azul y letras blancas adopta la tipografía Motte. Por último, los asientos de la estación, colocados en bloques de cuatro, son azules, individualizados y también de tipo Motte.
Los andenes están salpicados con reproducciones de algunas de las portadas más destacadas de algunos diarios parisinos como Paris Soir, Paris-Midi, Le Petit Journal, o  L'Excelsior, durante la Segunda Guerra Mundial. 

### Estación de la línea 4
Se compone de dos andenes laterales de 90 metros de longitud y de dos vías.
Situada en un tramo de la línea 4 que se encuentra a escasa profundidad muestra un techo metálico formado por tramos semicirculares que sujetan un gran número de vigas de acero. Las paredes verticales están revestidas por un azulejo blanco plano. 
La iluminación es de estilo Ouï-dire realizándose a través de estructuras que recorren los andenes sujetados por elementos curvados que proyectan una luz difusa en varias direcciones. Inicialmente esta iluminación coloreaba las bóvedas pero esta característica se ha perdido. 
La señalización, sobre paneles metálicos de color azul y letras blancas adopta la tipografía Motte. Por último, los asientos también siguen el estilo Ouï-dire combinando asientos convencionales con bancos que situados a mayor altura que permiten tanto apoyarse como sentarse. 
Además, el Conservatorio Nacional de Artes y Oficios dispone en los andenes de la estación de una exposición interactiva, con pantallas LCD. 

## Accesos
La estación de metro tiene cuatro accesos:
- Acceso 1: parque Émile-Chautemps.
- Acceso 2: calle Réaumur (lado par).
- Acceso 3: calle Réaumur (lado impar).
- Acceso 4: calle Palestro.